# Den Helder
Den Helder – miasto w północno-zachodniej Holandii, w prowincji Holandia Północna, nad cieśniną Marsdiep. Z liczbą ludności około 63 tys. mieszkańców.
Założone ok. 1500 roku. Urodził się w nim holenderski fizyk, laureat Nagrody Nobla, Gerardus ’t Hooft oraz Edith Bosch, holenderska judoczka.

## Miasta partnerskie
- Lüdenscheid